# Коневские
Коневские — деревня в составе Ильинского городского округа в Пермском крае.

## Географическое положение
Деревня расположена в южной части округа на расстоянии примерно 4 километров по прямой на юг от деревни Комариха.

## Климат
Климат умеренно-континентальный с продолжительной холодной и снежной зимой и коротким летом. Средняя температура января −15 °С. Лето умеренно-теплое. Самый теплый месяц — июль. Средняя температура июля +17,8 °С. Продолжительность холодного периода составляет 5 месяцев, теплого 7 месяцев, а смена их происходит в октябре — осенью, весной в первой половине апреля. Число дней со снежным покровом по многолетним данным составляет от 171 до 176 дней. Годовая сумма осадков −553 мм.

## История
Деревня известна с 1869 года как деревня Коневских. До 2020 входила в состав Васильевского сельского поселения Ильинского района, после упразднения которых входит непосредственно в состав Ильинского городского округа.

## Население
Постоянное население составляло 0 человек в 2002 году, 1 человек в 2010 году.